# Baby Baby (소녀시대의 노래)
〈Baby Baby〉는 대한민국의 음악 그룹 소녀시대의 노래이다.